# Orectolobidae

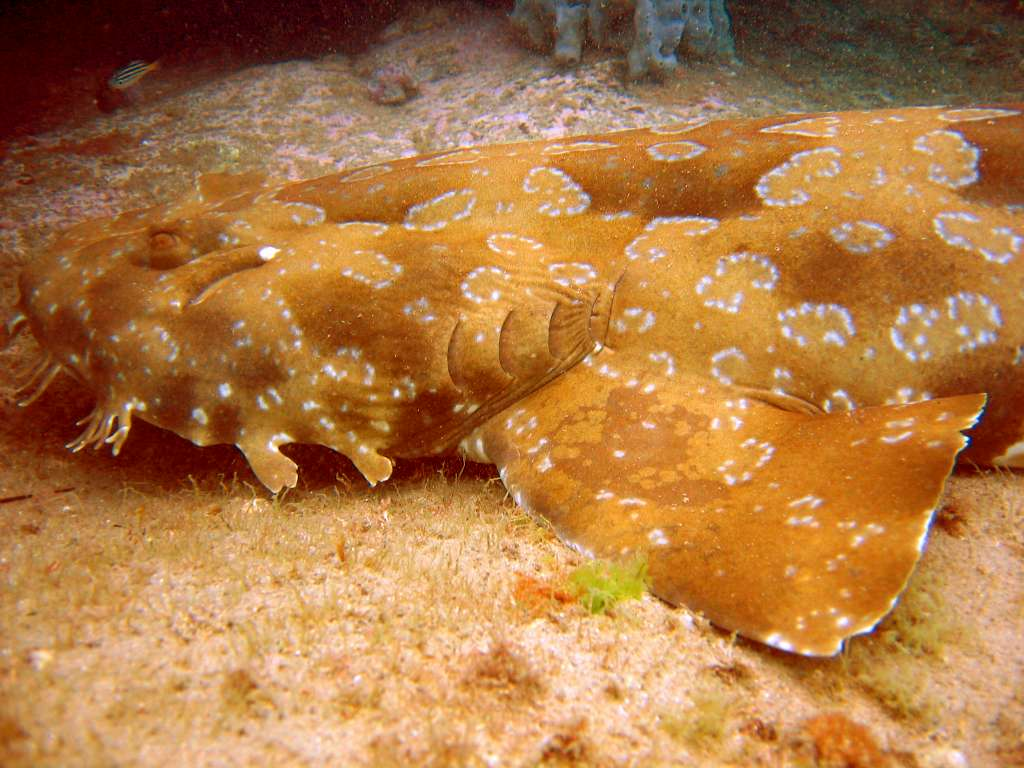
Detalle de la cabeza de Orectolobus maculatus.

Los orectolóbidos (Orectolobidae), conocidos comúnmente como tiburones alfombra, son una familia de elasmobranquios selacimorfos del orden Orectolobiformes que habitan en el Pacífico occidental y el Índico oriental.

## Características
Miden entre 50 y 320 cm de longitud. Tienen el cuerpo deprimido, la cabeza muy ancha y aplanada, con expansiones laterales de piel; la boca se sitúa en posición inferior. Poseen cinco aberturas branquiales, la cuarta y la quinta tras el origen de la aleta pectoral. Nostrilo con una bárbula bien desarrollada. Existe un profundo surco entre el nostrilo y la boca. Primera aleta doral situada en posición posterior.

## Historia natural
Son tiburones bentónicos de aguas templadas y cálidas, hasta los 110 m de profundidad, por lo menos. Son ovovivíparos con grandes camadas de 20 o más crías.

## Taxonomía
Los orectolóbidos incluyen tres géneros y 12 especies según WoRMS:
- Eucrossorhinus Regan, 1908
  - Eucrossorhinus dasypogon (Bleeker, 1867)
  - † Eucrossorhinus microcuspidatus Case, 1978
- Orectolobus Bonaparte, 1834
  - Orectolobus floridus Last & Chidlow, 2008
  - Orectolobus halei Whitley, 1940
  - Orectolobus hutchinsi Last, Chidlow & Compagno, 2006
  - Orectolobus japonicus Regan, 1906
  - Orectolobus leptolineatus Last, Pogonoski & W. T. White, 2010
  - Orectolobus maculatus (Bonnaterre, 1788)
  - Orectolobus ornatus (De Vis, 1883)
  - Orectolobus parvimaculatus Last & Chidlow, 2008
  - Orectolobus reticulatus Last, Pogonoski & W. T. White, 2008
  - Orectolobus wardi Whitley, 1939
- Sutorectus Whitley, 1939
  - Sutorectus tentaculatus (W. K. H. Peters, 1864)